# NGC 6288
NGC 6288 é uma galáxia elíptica (E-S0) localizada na direcção da constelação de Draco. Possui uma declinação de +68° 27' 27" e uma ascensão recta de 16 horas, 57 minutos e 24,3 segundos.
A galáxia NGC 6288 foi descoberta em 19 de Agosto de 1884 por Edward D. Swift.